# Pâtes aux fraises
Makaron z truskawkami (Pâtes aux fraises) est un plat polonais. Il est préparé en coulant une sauce de fraises à la crème sur des pâtes cuites.

## Histoire
Les origines des pâtes aux fraises sont inconnues, mais les fraises sont souvent consommées avec des plats similaires en Pologne. Dans la cuisine polonaise, les fraises peuvent être ajoutées dans du riz, des soupes ou fourrées à l'intérieur de pierogi. Les pâtes aux fraises sont le plus souvent consommées en été, la saison des fraises durant de mai à juillet. Les fraises de Cachoubie sont les plus populaires pour ce plat, car réputées pour avoir un goût et un arôme de qualité.
Le plat peut être mangé en plat principal ou comme dessert. Il est servi aux enfants dans les cantines scolaires.
Le plat est devenu populaire à l'international lors du Tournoi de Wimbledon 2025, quand la joueuse de tennis polonaise Iga Świątek a déclaré que les pâtes aux fraises étaient l'un de ses plats préférés,.

## Préparation
Le plat est préparé en coupant, mixant ou hachant des fraises fraîches et en les mélangeant avec de la crème. Du sucre ou du miel peut être ajouté pour édulcorer la sauce,. La sauce est ensuite versée sur des pâtes cuites. Le plat peut être préparé avec d'autres produits laitiers comme de la crème fraîche, de la crème aigre ou du yaourt.
Une variation du plat, appelée makaron z serem i z truskawkami ("Pâtes au fromage et aux fraises"), existe et est réalisée en ajoutant du tvorog (en).